# 24156 Hamsasridhar
24156 Hamsasridhar là một tiểu hành tinh vành đai chính với chu kỳ quỹ đạo là 1349.2785576 ngày (3.69 năm).
Nó được phát hiện ngày 15 tháng 11 năm 1999.